# Вінтер Ламарр
Вінтер Ламарр (англ. Whynter Lamarre, 14 січня 1979) — канадська ватерполістка.
Учасниця Олімпійських Ігор 2004 року.
Призерка Чемпіонату світу з водних видів спорту 2001, 2005 років.
Призерка Панамериканських ігор 2007 року.